# Fortaleza de Rétino

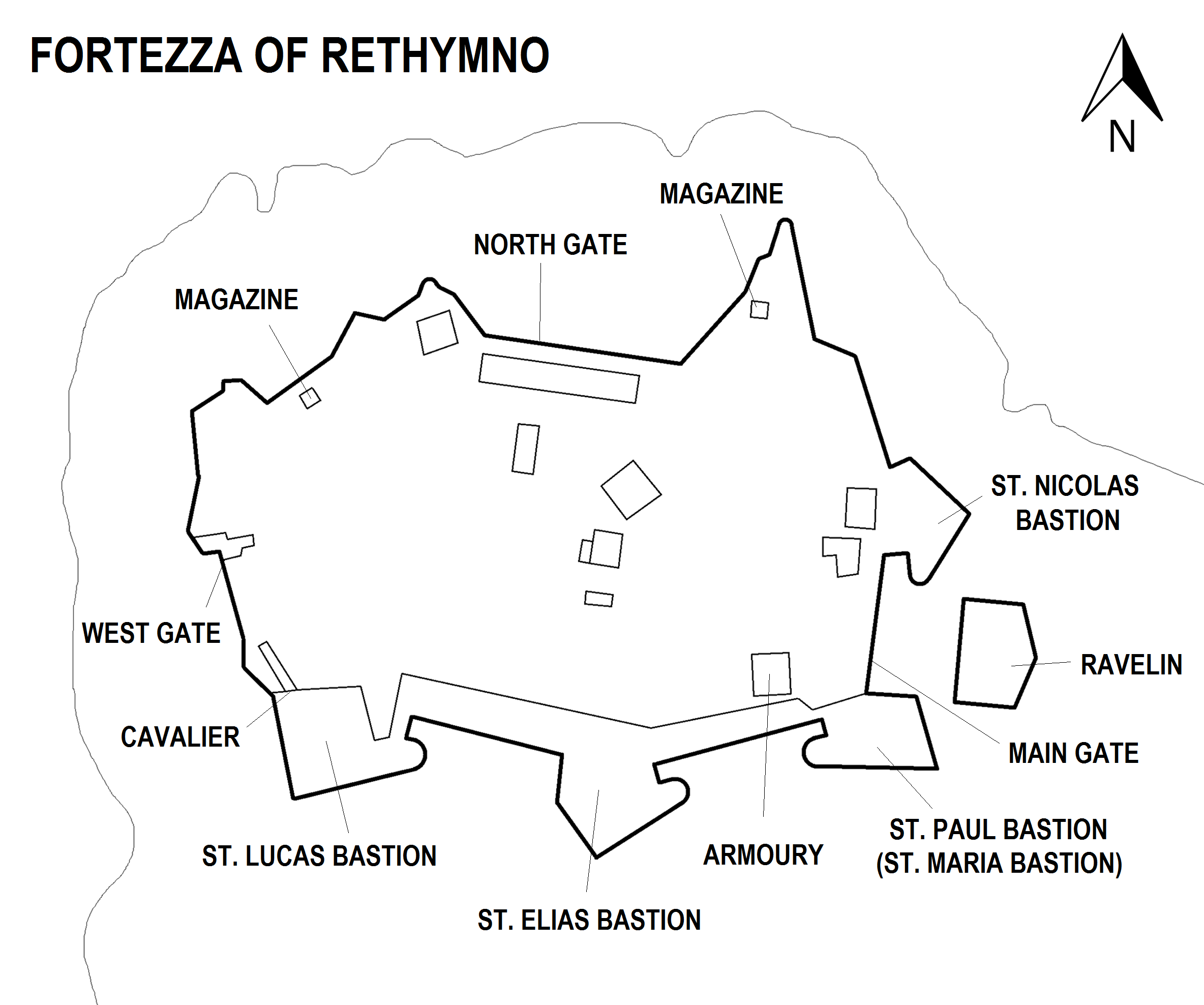
Plano de la fortaleza

La Fortaleza es la ciudadela de la ciudad de Rétino en Creta, Grecia. Fue construida por los venecianos en el siglo XVI, y conquistada por los otomanos en 1646. A principios del siglo XX se construyeron muchas casas dentro de la ciudadela. Estas fueron demolidas después de la Segunda Guerra Mundial, dejando solo unos pocos edificios históricos dentro de la Fortezza. Hoy, la ciudadela está en buenas condiciones y está abierta al público.

## Historia

### Antecedentes
La Fortezza está construida sobre una colina llamada Paleokastro (que significa "Castillo Viejo"), que fue el sitio de la antigua acrópolis de Rétino. Entre los siglos X y XIII, los bizantinos establecieron un asentamiento fortificado al este de la colina. Se llamaba Castrum Rethemi, y tenía torres cuadradas y dos puertas. Las fortificaciones fueron reparadas por Enrico Pescatore a principios del siglo XIII. Después de que Creta cayera en manos de la República de Venecia, el asentamiento se hizo famoso como el Castel Vecchio o Antico Castello, que significa "castillo viejo".
Bajo el dominio veneciano, se construyó un pequeño puerto en Rétino, que llegó a convertirse en la tercera ciudad más importante de Creta después de Heraclión y La Canea. El 8 de abril de 1540 se comenzó a construir una línea de fortificaciones alrededor de la ciudad. Las murallas fueron diseñadas por el arquitecto Michele Sanmicheli, y se completaron alrededor de 1570. Estas fortificaciones no eran lo suficientemente fuertes como para soportar un gran asalto, y cuando Uluj Alí la atacó en 1571, los otomanos capturaron y saquearon la ciudad.

### Construcción y luego dominio veneciano

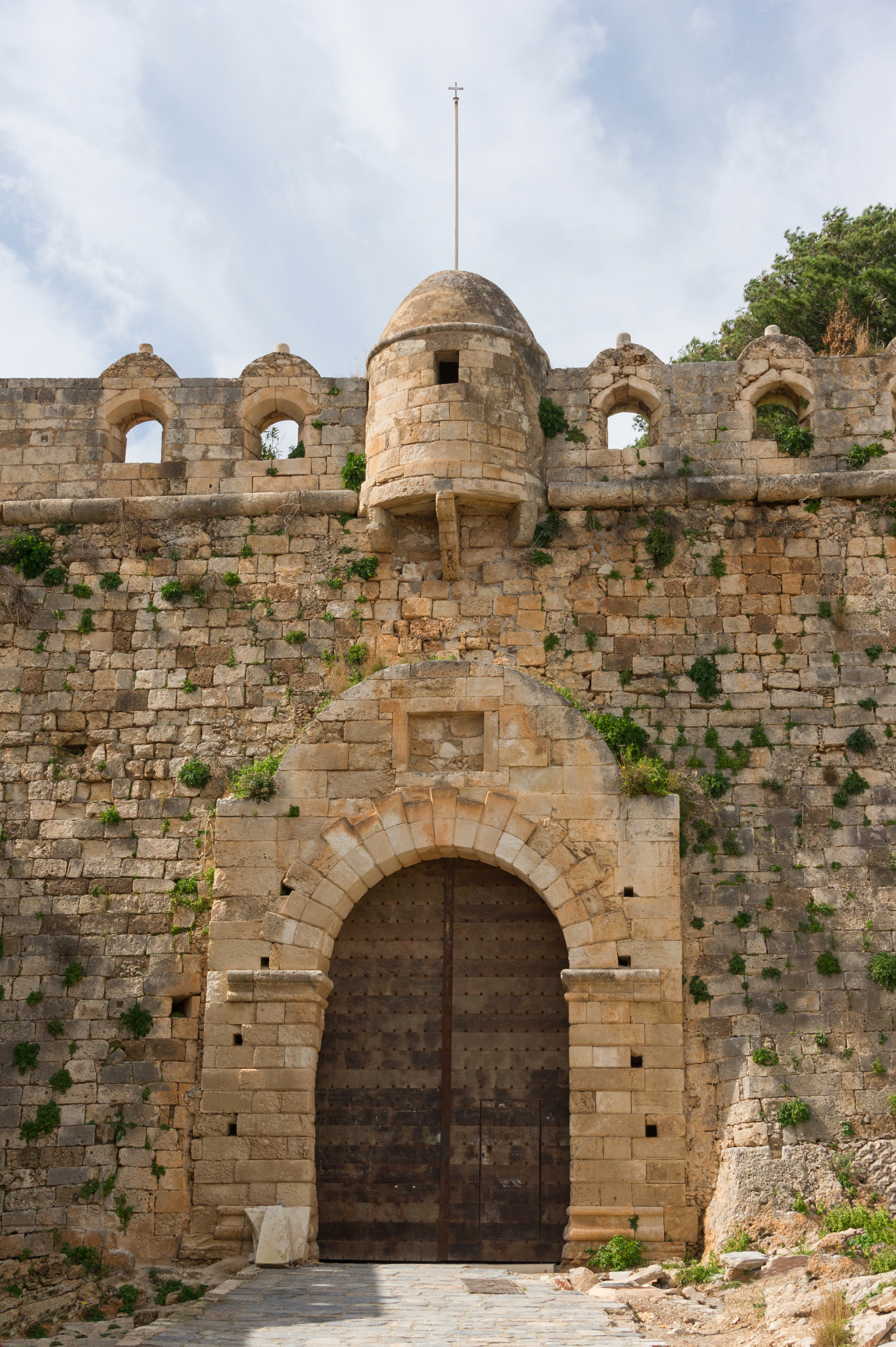
Puerta principal de la Fortaleza

Después de la caída de Chipre en manos de los otomanos en 1571, Creta se convirtió en la mayor posesión de ultramar veneciana. Como Rétino había sido saqueado, se decidió construir nuevas fortificaciones para proteger la ciudad y su puerto. La nueva fortaleza, que se construyó en la colina de Paleokastro, fue diseñada por el ingeniero militar Sforza Pallavicini según el sistema de bastiones italiano.
La construcción comenzó el 13 de septiembre de 1573, y se completó en 1580. La fortaleza fue construida por el maestro de obras Giannis Skordilis, y un total de 107.142 cretenses y 40.205 animales participaron en su construcción.
Aunque el plan original había sido demoler las antiguas fortificaciones de Rétino y trasladar a los habitantes a la Fortaleza, esta era demasiado pequeña para albergar a toda la ciudad. Las murallas quedaron intactas, y la Fortezza se convirtió en una ciudadela que albergaba la administración veneciana de la ciudad. Quedó solo para ser utilizada por los habitantes de la ciudad en el caso de una invasión otomana. Con los años, se hicieron una serie de modificaciones en la fortaleza. Sin embargo, nunca fue realmente segura, ya que carecía de un foso y obra exterior, y las murallas eran bastante bajas.

### La dominación otomana y la historia reciente

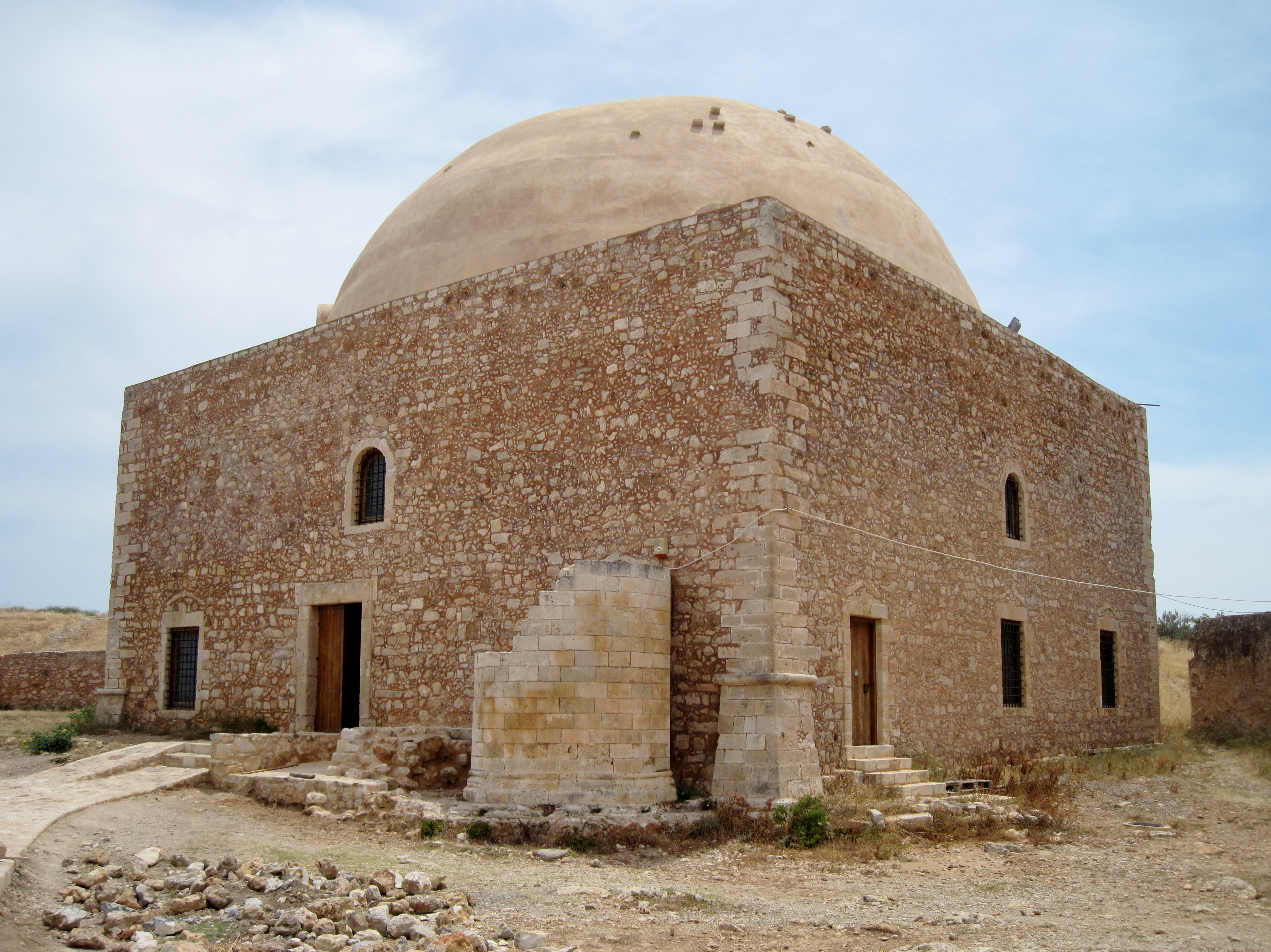
Mezquita de Sultan Ibrahim, el cual era originalmente la Catedral de St. Nicolás

El 29 de septiembre de 1646, durante la Quinta Guerra Otomano-veneciana, una fuerza otomana asedió Rétino, y la población de la ciudad se refugió en la Fortaleza. Las condiciones dentro de la ciudadela se deterioraron debido a enfermedades y falta de alimentos y municiones. Los venecianos se rindieron en términos favorables el 13 de noviembre.
Los otomanos no hicieron ningún cambio importante a la Fortaleza, excepto la construcción de un revellín fuera de la puerta principal. También construyeron algunas casas para la guarnición y la administración de la ciudad, y convirtieron la catedral en una mezquita. El fuerte permaneció en uso hasta principios del siglo XX.
A principios del siglo XX existían en Fortaleza muchos edificios residenciales. Después del final de la Segunda Guerra Mundial, la ciudad comenzó a expandirse y muchos de los habitantes se mudaron a otras partes de la ciudad. Las fortificaciones de Rétino hacia tierra y muchas casas dentro de la Fortalezaa fueron demolidas en esas zonas, pero las murallas de la Fortezza quedaron intactas. En un determinado un momento, la prisión local se encontraba dentro de la Fortezza.

El trabajo de restauración a gran escala se puso en marcha a principios de los años noventa. La Fortaleza es administrada por el Ministerio de Cultura y Deportes, y está abierta al público. El revellín otomano ahora alberga el Museo Arqueológico de Rétino.

## Plano

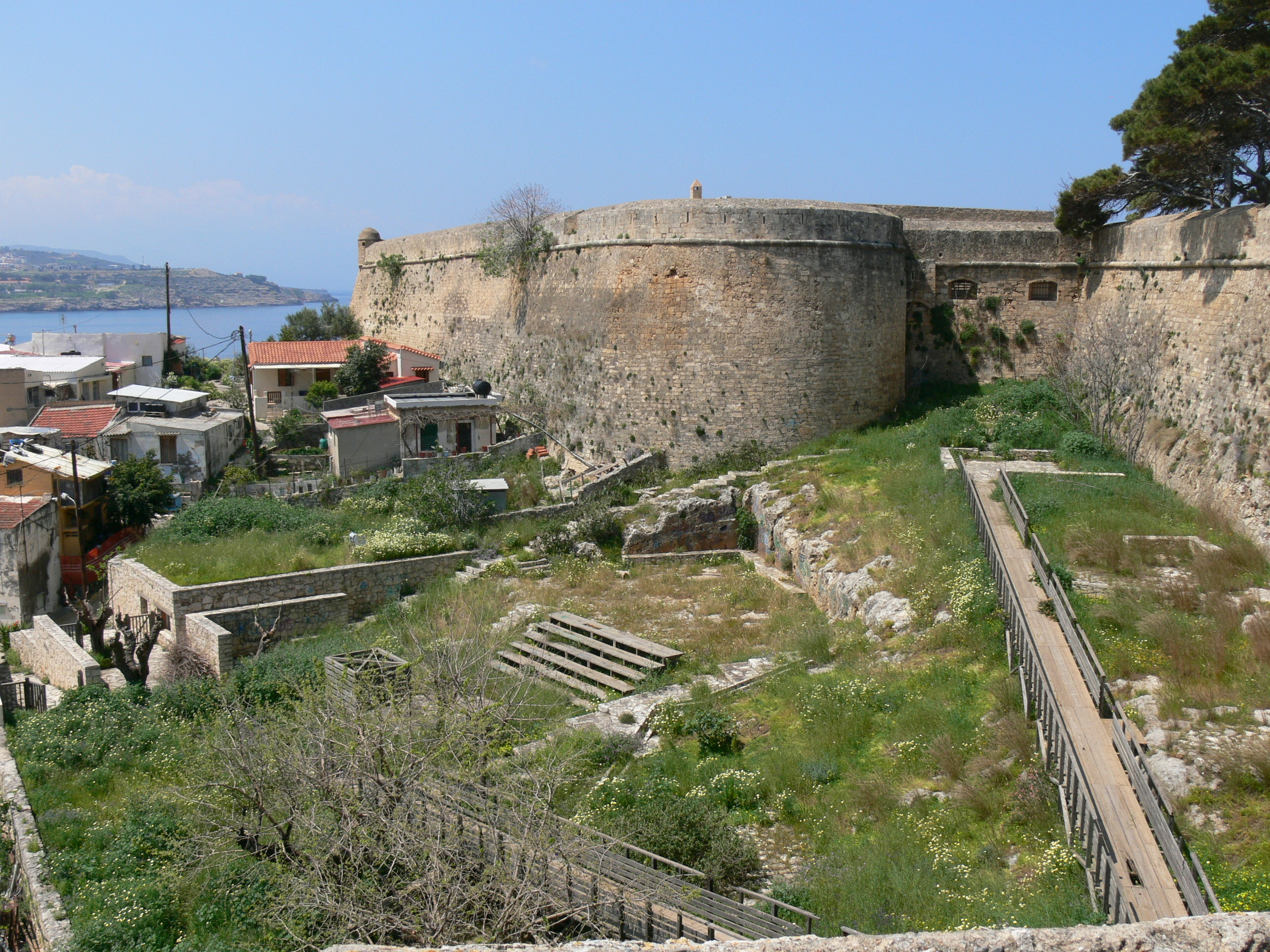
Bastión de San Lucas

La Fortaleza de Rétino tiene un diseño irregular, y sus murallas tienen una longitud total de 1.307 m. Las murallas contienen los siguientes semibastiones:
- Bastión de San Nicolás - el semibastión situado en el extremo este de la fortaleza. Contiene un edificio del período veneciano que posiblemente fue originalmente un almacén o laboratorio.[6]
- Bastión de San Pablo: el semibastión situado al sudeste de la fortaleza. También se lo conoce como Bastión de Santa María.[7]
- Bastión de San Elías - el semibastión del extremo sur de la fortaleza. Contiene el teatro al aire libre Erofyli, que se inauguró en 1993.[8]
- Bastión de San Lucas: el semibastión en el extremo suroeste de la fortaleza.[9]

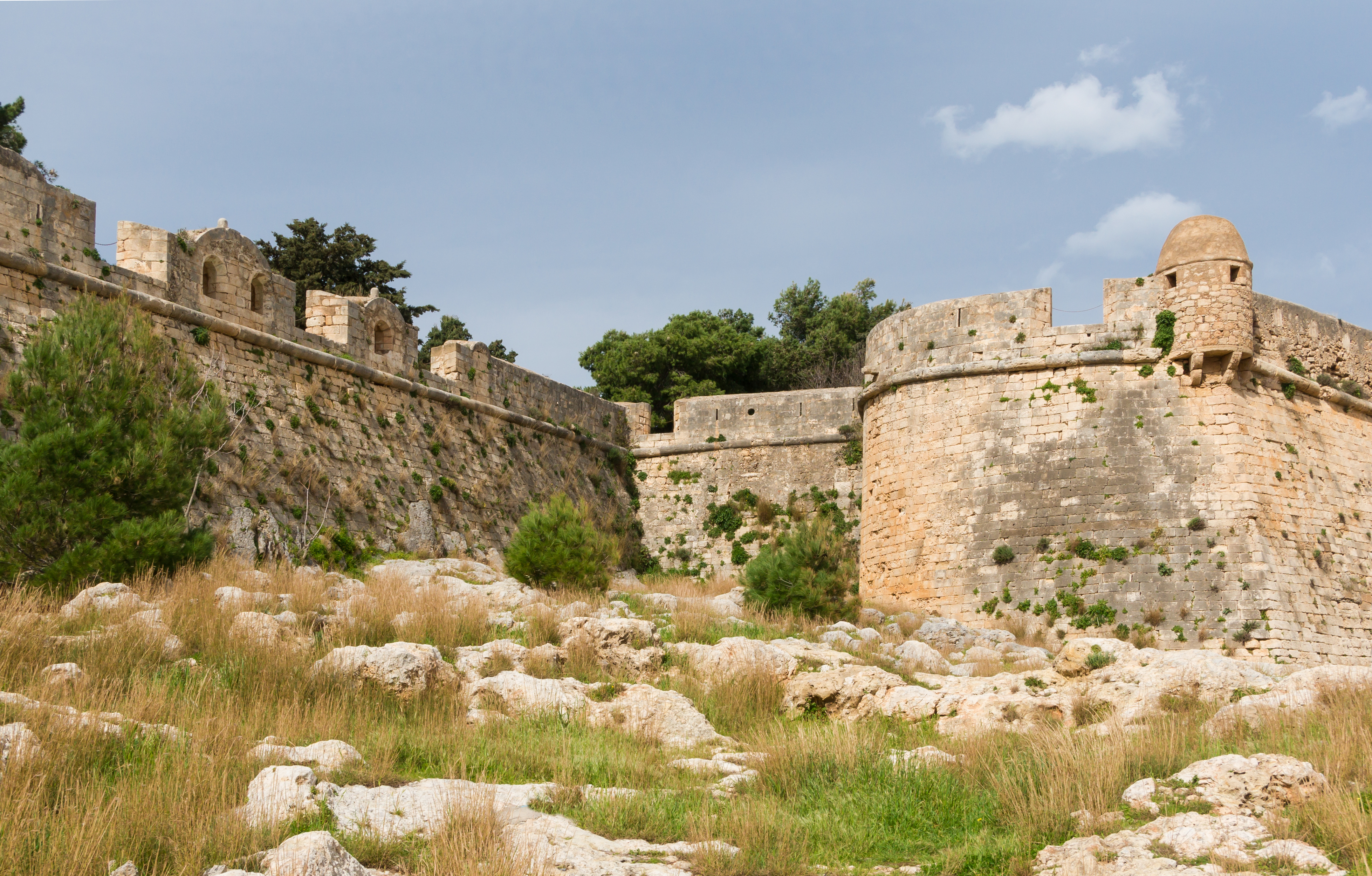
Vista de las murallas cercanas al Bastión de San Nicolás

La puerta principal del fuerte se encuentra en el lado este, entre los bastiones de San Nicolás y San Pablo. Está protegido por un revellín de la era otomana, que ahora sirve como Museo Arqueológico de Rétino. Dos puertas más pequeñas se encuentran en los lados oeste y norte de la fortaleza.
Varios edificios se encuentran dentro de la Fortaleza, estos incluyen:
- la Mezquita del Sultán Ibrahim, que anteriormente fue la Catedral de San Nicolás.[10]
- un edificio cerca de la mezquita, que posiblemente fue la residencia del Obispo.[11]
- la Casa del Rector, que era la residencia del gobernador de la provincia de Rétino. Solo sus prisiones han sobrevivido.[12]
- El Edificio de Consejo, el cual albergó parte de la administración veneciana de Rétino.[13]
- las iglesias de San Teodoro y Santa Catalina, ambas construidas a fines del siglo XIX.[14][15]

La fortaleza también contiene un arsenal, dos almacenes de pólvora, salas de almacenamiento y varias cisternas.